# Mistrzostwa Świata w Lekkoatletyce 1983 – pchnięcie kulą kobiet

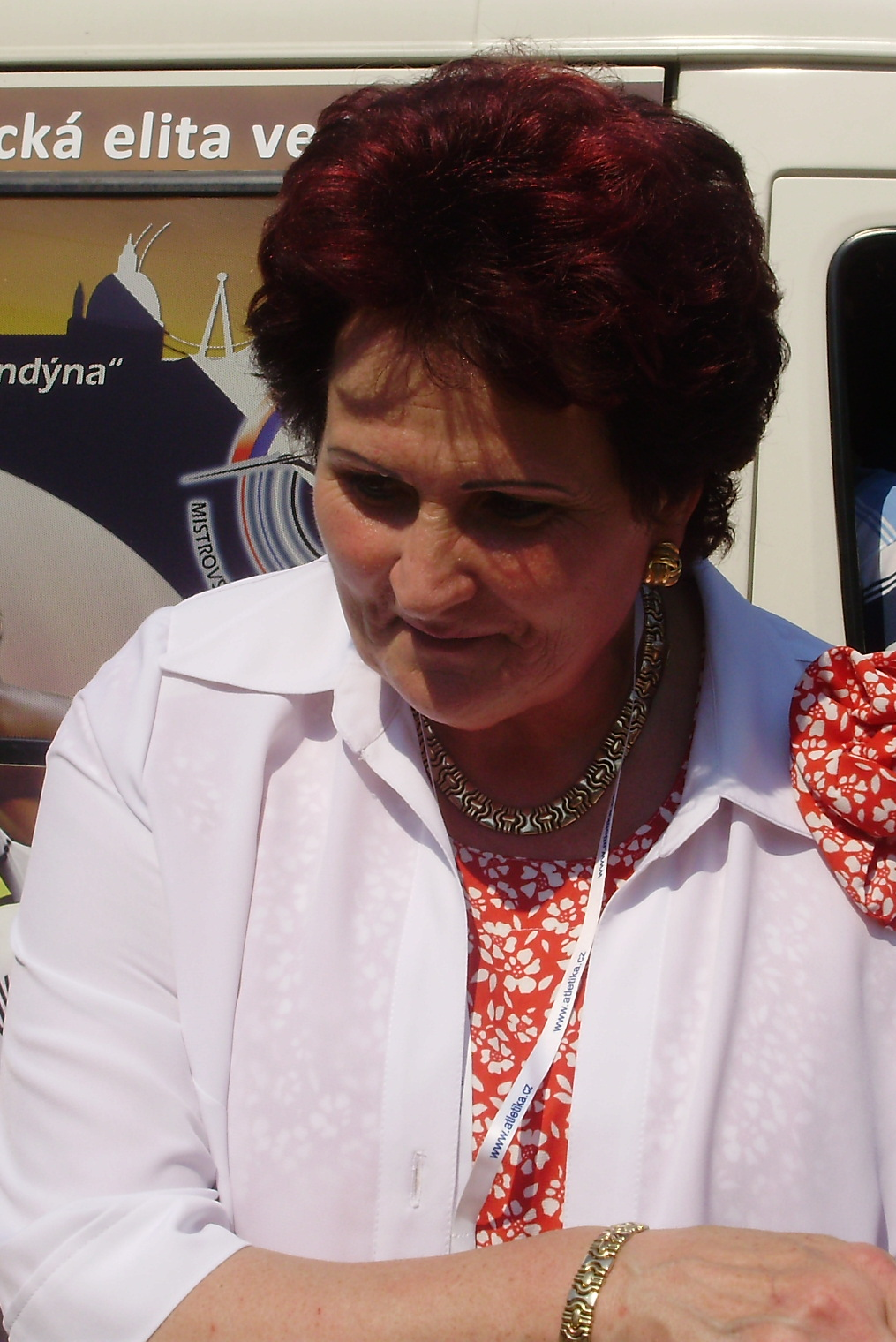
Mistrzyni świata Helena Fibingerová

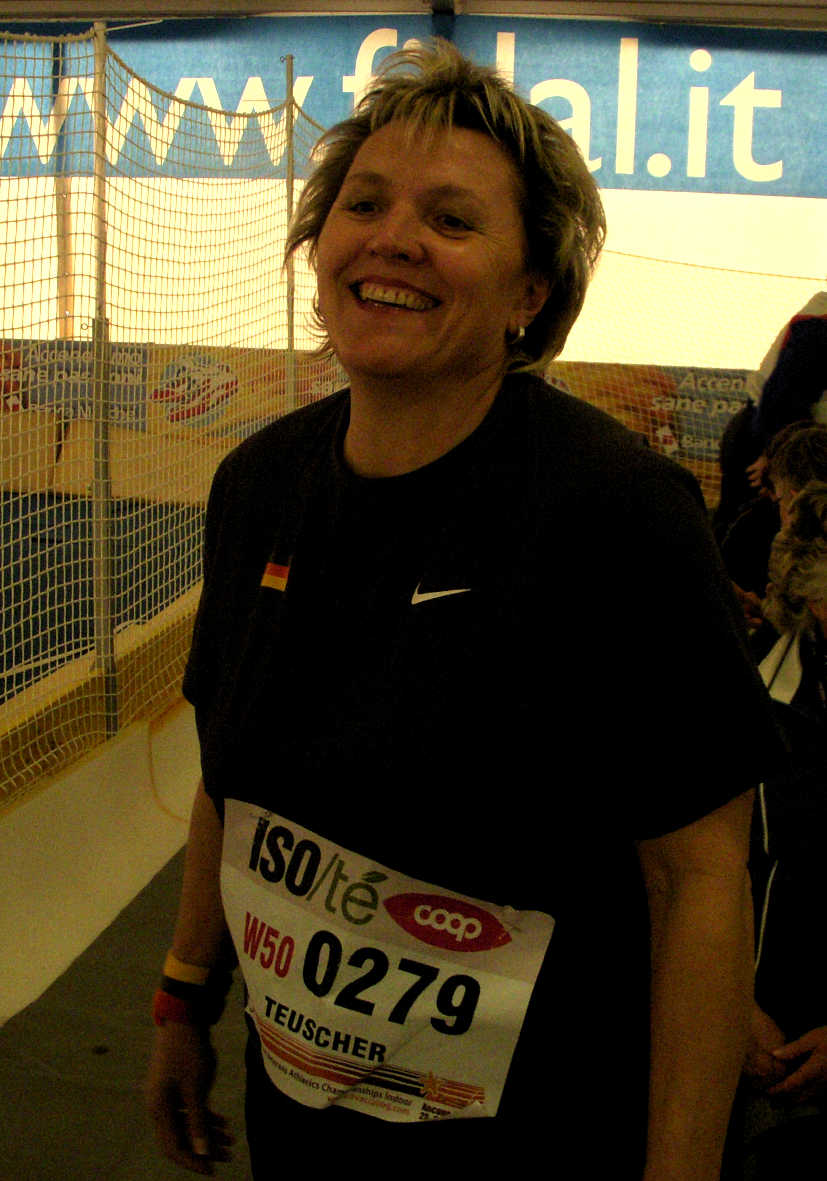
Wicemistrzyni świata Helma Knorscheidt

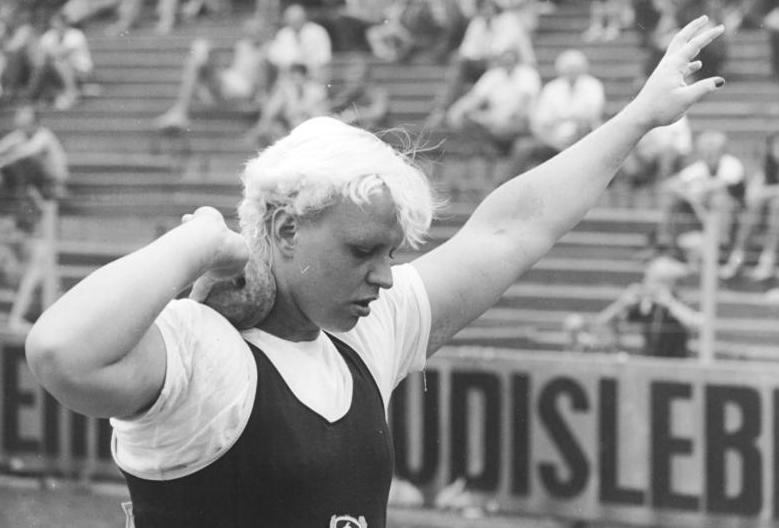
Brązowa medalistka Ilona Slupianek

Pchnięcie kulą kobiet – jedna z konkurencji technicznych rozgrywanych podczas lekkoatletycznych mistrzostw świata w 1983 na Stadionie Olimpijskim w Helsinkach.

## Terminarz
| Data        |              |
| ----------- | ------------ |
| 10 sierpnia | Kwalifikacje |
| 12 sierpnia | Finał        |

## Rekordy
|               | Zawodniczka     | Wynik | Miejsce | Data              |
| ------------- | --------------- | ----- | ------- | ----------------- |
| Rekord świata | Ilona Slupianek | 22,45 | Poczdam | 10 maja 1980(dts) |

## Wyniki

### Kwalifikacje
Zawodniczki startowały w dwóch grupach. Minimum kwalifikacyjne wynosiło 17,00 m. Do finału awansowały miotaczki, które uzyskały minimum (Q) lub 12 zawodniczek z najlepszymi wynikami (q).
| Pozycja | Grupa | Zawodniczka        | Państwo           | #1    | #2    | #3    | Wynik | Uwagi |
| ------- | ----- | ------------------ | ----------------- | ----- | ----- | ----- | ----- | ----- |
| 1       | B     | Ilona Slupianek    | NRD               | 19,99 | –     | –     | 19,99 | Q     |
| 2       | B     | Natalja Lisowska   | ZSRR              | 19,68 | –     | –     | 19,68 | Q     |
| 3       | A     | Helena Fibingerová | Czechosłowacja    | 19,25 | –     | –     | 19,25 | Q     |
| 4       | A     | María Elena Sarría | Kuba              | 19,24 | –     | –     | 19,24 | Q     |
| 5       | A     | Nunu Abaszydze     | ZSRR              | 19,10 | –     | –     | 19,10 | Q     |
| 6       | A     | Helma Knorscheidt  | NRD               | 19,09 | –     | –     | 19,09 | Q     |
| 7       | B     | Mihaela Loghin     | Rumunia           | 18,97 | –     | –     | 18,97 | Q     |
| 8       | B     | Zdeňka Šilhavá     | Czechosłowacja    | 18,57 | –     | –     | 18,57 | Q     |
| 9       | A     | Venissa Head       | Wielka Brytania   | 18,41 | –     | –     | 18,41 | Q     |
| 10      | B     | Claudia Losch      | RFN               | 18,24 | –     | –     | 18,24 | Q     |
| 11      | A     | Gael Martin        | Australia         | 16,98 | 17,79 | –     | 17,79 | Q     |
| 12      | B     | Judy Oakes         | Wielka Brytania   | 17,61 | –     | –     | 17,61 | Q     |
| 13      | A     | Shen Lijuan        | Chiny             | 16,99 | 16,57 | 16,50 | 16,99 |       |
| 14      | B     | Li Meisu           | Chiny             | 16,71 | 16,91 | x     | 16,91 |       |
| 15      | A     | Lorna Griffin      | Stany Zjednoczone | 15,21 | 15,86 | 16,50 | 16,50 |       |
| 16      | B     | Meg Ritchie        | Wielka Brytania   | 16,02 | 16,14 | x     | 16,14 |       |
| 17      | B     | Rosemarie Hauch    | Kanada            | 15,37 | 15,32 | 15,03 | 15,37 |       |
| 18      | B     | Odette Mistoul     | Gabon             | 13,24 | 14,23 | 13,64 | 14,23 |       |
| 19      | A     | Maryline Adam      | Vanuatu           | 10,37 | 10,80 | 11,32 | 11,32 |       |
| 20      | A     | Magdalene Springer | Montserrat        | x     | x     | 9,78  | 9,78  |       |

### Finał
| Poz. | Zawodniczka        | Państwo         | #1    | #2    | #3    | #4    | #5    | #6    | Wynik |
| ---- | ------------------ | --------------- | ----- | ----- | ----- | ----- | ----- | ----- | ----- |
| 01 ! | Helena Fibingerová | Czechosłowacja  | 19,89 | 19,69 | 19,92 | 19,74 | 20,30 | 21,05 | 21,05 |
| 02 ! | Helma Knorscheidt  | NRD             | 20,30 | 20,70 | 20,56 | 20,47 | x     | 20,25 | 20,70 |
| 03 ! | Ilona Slupianek    | NRD             | 20,56 | 20,32 | 19,97 | 19,52 | x     | x     | 20,56 |
| 4.   | Nunu Abaszydze     | ZSRR            | 18,68 | 19,16 | 19,11 | 20,55 | 19,77 | x     | 20,55 |
| 5.   | Natalja Lisowska   | ZSRR            | 19,53 | x     | 20,02 | 20,01 | 19,63 | 19,45 | 20,02 |
| 6.   | Mihaela Loghin     | Rumunia         | 19,85 | 19,82 | 19,77 | 19,34 | 19,72 | 19,08 | 19,85 |
| 7.   | Claudia Losch      | RFN             | 19,72 | 18,97 | x     | 19,54 | 18,96 | 18,21 | 19,72 |
| 8.   | María Elena Sarría | Kuba            | 18,45 | 19,44 | 19,32 | 19,47 | x     | 18,87 | 19,47 |
| 9.   | Zdeňka Šilhavá     | Czechosłowacja  | 18,24 | 17,94 | 19,00 |       |       |       | 19,00 |
| 10.  | Venissa Head       | Wielka Brytania | 18,05 | 17,60 | 17,48 |       |       |       | 18,05 |
| 11.  | Gael Martin        | Australia       | 17,43 | 17,49 | 17,79 |       |       |       | 17,79 |
| 12.  | Judy Oakes         | Wielka Brytania | 17,01 | 17,19 | 17,52 |       |       |       | 17,52 |